# Saint-Père-sur-Loire
Saint-Père-sur-Loire ist eine französische Gemeinde mit 1.030 Einwohnern (Stand: 1. Januar 2022) im Département Loiret in der Region Centre-Val de Loire. Die Gemeinde gehört zum Arrondissement Orléans und ist Teil des Kantons Sully-sur-Loire.

## Geographie
Saint-Père-sur-Loire liegt etwa 37 Kilometer ostsüdöstlich von Orléans in der Sologne an der Loire. Umgeben wird Saint-Père-sur-Loire von den Nachbargemeinden Bonnée im Norden, Ouzouer-sur-Loire im Osten, Sully-sur-Loire im Süden und Westen sowie Saint-Benoît-sur-Loire im Westen und Nordwesten.

## Bevölkerungsentwicklung
| 1962                       | 1968 | 1975 | 1982 | 1990 | 1999 | 2006 | 2018 |
| -------------------------- | ---- | ---- | ---- | ---- | ---- | ---- | ---- |
| 529                        | 660  | 683  | 974  | 1043 | 1003 | 1035 | 1040 |
| Quellen: Cassini und INSEE |      |      |      |      |      |      |      |

## Sehenswürdigkeiten
- Kirche Saint-Pierre, 1957 bis 1959 erbaut

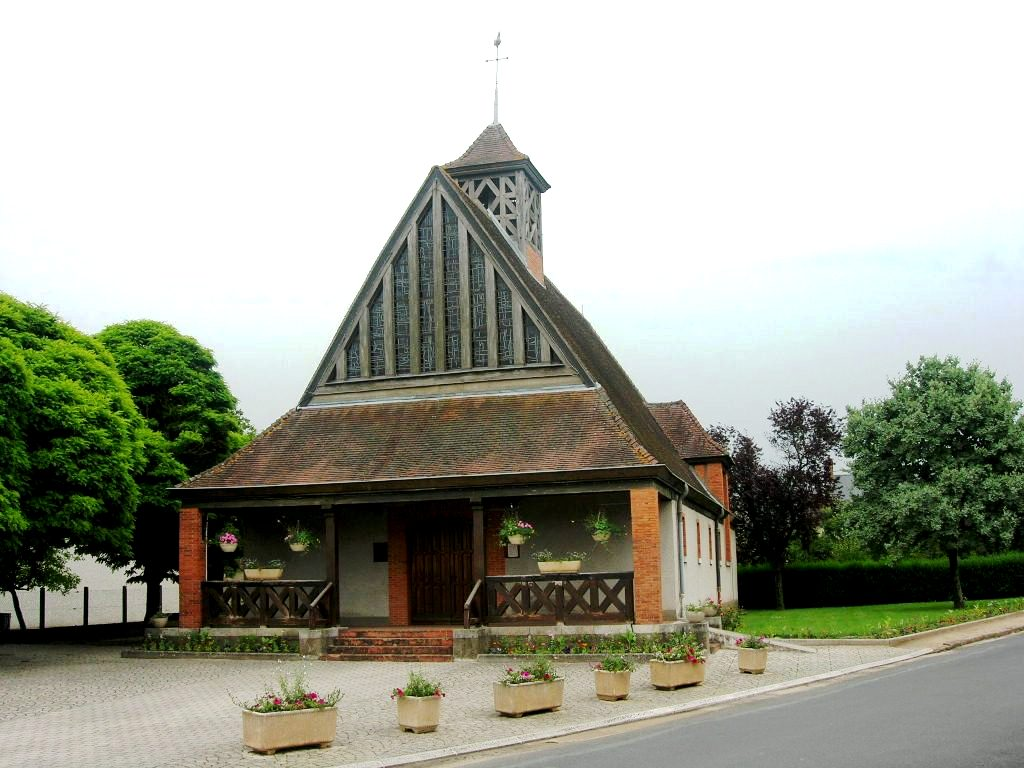
Kirche Saint-Pierre

- Brücke über die Loire